# نیژنیه توکبایوو
نیژنیه توکبایوو (انگلیسی: Nizhneye Tukbayevo) یک شهرک در شهرستان مچتلینسکی استان باشقیرستان کشور روسیه است.